# Contraceptivo oral
Contraceptivos orais são substâncias químicas administradas pela boca para inibir a fertilidade normal da mulher. Existem diferentes classes de contraceptivos orais:

## Mulheres
Estes contraceptivos orais atuam no sistema reprodutor feminino.
- A pílula contraceptiva oral combinada (pílula anticoncepcional) contém estrógeno e progestágeno, e é tomada uma vez por dia.
- A pílula exclusivamente de progestágeno contém somente progestágeno, e é também tomada uma vez por dia.
- Ormeloxifeno é um modulador seletivo do receptor de estrógeno que é tomado uma a duas vezes por semana.

## Homens
- Os contraceptivos orais masculinos estão atualmente em fase experimental.